# Canthidium marseuli
Canthidium marseuli là một loài bọ cánh cứng trong họ Bọ hung (Scarabaeidae).